# Ринва (заповідне урочище)
Ри́нва — заповідне урочище місцевого значення в Україні. Розташоване в межах Кіцманського району Чернівецької області, на південний схід від села Ревне. 
Площа 33 га. Статус надано 1984 року. Перебуває у віданні ДП «Чернівецький лісгосп» (Ревнянське л-во, кв. 8, вид. 5, 8). 
Статус надано з метою збереження частини лісового масиву з унікальними буковими насадженнями. У домішку — модрина і сосна звичайна.